# Asemum lucidulum
Asemum lucidulum är en skalbaggsart som beskrevs av Carlo Pesarini och Andrea Sabbadini 1997. Asemum lucidulum ingår i släktet Asemum och familjen långhorningar. Inga underarter finns listade.